# Pace di Kardis
La pace di Cardis è stato un accordo firmato il 21 giugno 1661 tra la Russia e la Svezia per porre fine alla guerra russo-svedese del 1656-1658. 
Il trattato confermava gli accordi territoriali sanciti dalla pace di Stolbovo e impegnava la Russia a riconsegnare alla Svezia tutti i territori conquistati. Inoltre le navi costruite a Tsarevich-Dmitriev dovevano essere distrutte.